# Ruggero Raimondi
Ruggero Raimondi (Bilancia di Bolònia, Itàlia, 3 d'octubre de 1941) és una baix-baríton, actor i escenògraf italià.
Estudià música a Bolonya i després es traslladà a Roma per continuar els seus estudis al Conservatori de Música. Marxà a Milà per estudiar al Conservatori de Música Giuseppe Verdi, on va ser alumne de maria Teresa Pediconi i d'Armande Piervenanzi. El 1964 guanyà el Concurs Nacional per Cantants Joves de la Lírica de Spoleto, lloc on començaria la seva trajectòria professional amb un paper en l'obra de La Bohème.
S'especialitzà en Mozart, Bellini, Bizet, Puccini, Donizetti, Rossini i Verdi. Ha guanyat molts premis al llarg de la seva vida professional. Ha cantant en la majoria dels teatres d'òpera del món, principalment a Europa. Ha estat dirigit per Herbert von Karajan, Zubin Mehta, Riccardo Muti, entre altres grans directors de música.
És considerat com un dels millors baix-barítons de la lírica. Ha cantant al costat dels millors artistes de la lírica com: Josep Carreras, Plácido Domingo, Pavarotti, Maria Callas,...

## Filmografia en el cine
- Don Giovanni (1979) de J. Losey.
- (Pel·lícula comèdia romàntica) d'A. Resnais. (1983)
- Carmen (1984) de F. Rosi.
- Tosca (2001) de B. Jacquot.